# Red Hill (Queensland)
Red Hill is een plaats in de Australische deelstaat Queensland en telt 5.016 inwoners (2004).